# Comté de Storey
Le comté de Storey (en anglais : Storey County) est un comté situé dans l'État du Nevada, aux États-Unis. Son siège est Virginia City. Selon le recensement de 2020, la population du comté est de 4 104 habitants.

## Géographie
La superficie du comté est de 683 km2, entièrement de terre. 

### Comtés adjacents
- Comté de Washoe (nord-ouest)
- Comté de Lyon (sud-est)
- Carson City (sud-ouest)

## Démographie
| Groupe                           | Comté de Storey | Nevada | États-Unis |
| -------------------------------- | --------------- | ------ | ---------- |
| Blancs                           | 92,1            | 66,2   | 72,4       |
| Métis                            | 2,3             | 4,7    | 2,9        |
| Asiatiques                       | 1,7             | 7,2    | 4,8        |
| Amérindiens                      | 1,6             | 1,2    | 0,9        |
| Autres                           | 1,2             | 12,0   | 6,2        |
| Noirs                            | 1,0             | 8,1    | 12,6       |
| Océaniens                        | 0,4             | 0,6    | 0,2        |
| Total                            | 100             | 100    | 100        |
| Hispaniques et Latino-Américains | 5,7             | 26,5   | 16,7       |

Selon l'American Community Survey, en 2010, 95,04 % de la population âgée de plus de 5 ans déclare parler l'anglais à la maison, 2,49 % l'espagnol, 0,81 % le tagalog, 0,76 % le français et 0,90 % une autre langue.